# Municipio de Willow (Arkansas)
El municipio de Willow (en inglés: Willow Township) es un municipio ubicado en el condado de Dallas en el estado estadounidense de Arkansas. En el año 2010 tenía una población de 92 habitantes y una densidad poblacional de 0,72 personas por km².

## Geografía
El municipio de Willow se encuentra ubicado en las coordenadas 34°7′9″N 92°47′14″O / 34.11917, -92.78722. Según la Oficina del Censo de los Estados Unidos, el municipio tiene una superficie total de 128.15 km², de la cual 128,15 km² corresponden a tierra firme y (0 %) 0 km² es agua.

## Demografía
Según el censo de 2010, había 92 personas residiendo en el municipio de Willow. La densidad de población era de 0,72 hab./km². De los 92 habitantes, el municipio de Willow estaba compuesto por el 94,57 % blancos, el 4,35 % eran afroamericanos y el 1,09 % eran de una mezcla de razas. Del total de la población el 0 % eran hispanos o latinos de cualquier raza.